# Arco del Torrazzo
L'Arco del Torrazzo, o semplicemente il Torrazzo (in dialetto cremascoː al Turàs) una monumentale porta rinascimentale di Crema che mette in comunicazione piazza Duomo con via XX settembre.

## Storia

### Origini
Le informazioni relative alle origini di questa porta sono piuttosto scarse.
Sappiamo che verso la metà del XV secolo un «trombetta», ossia un banditore, possedeva una chiave per chiudere gli accessi ed i cancelli della piazza, indizio che ai quei tempi questo spazio urbano era sotto osservanza militare. Non è noto, tuttavia, quale accesso vi fosse verso l'attuale via XX settembre, cioè se vi fosse solo un cancello con un semplice volto o una struttura più complessa; il primo cenno vero e proprio è del 1474 quando si fa riferimento alla costruzione di una loggia coperta sopra l'entrata a sera della piazza. L'entità della spesa con cinque bollette di pagamento e l'offerta di una quota da parte del podestà veneto fa ritenere che si trattasse di un edificio vero e proprio. Pochi anni dopo, nel 1497, si fa menzione della parola «arco» in una delibera consiliare emessa per permettere l'apertura di una bottega.

### XVI-XVIII secolo

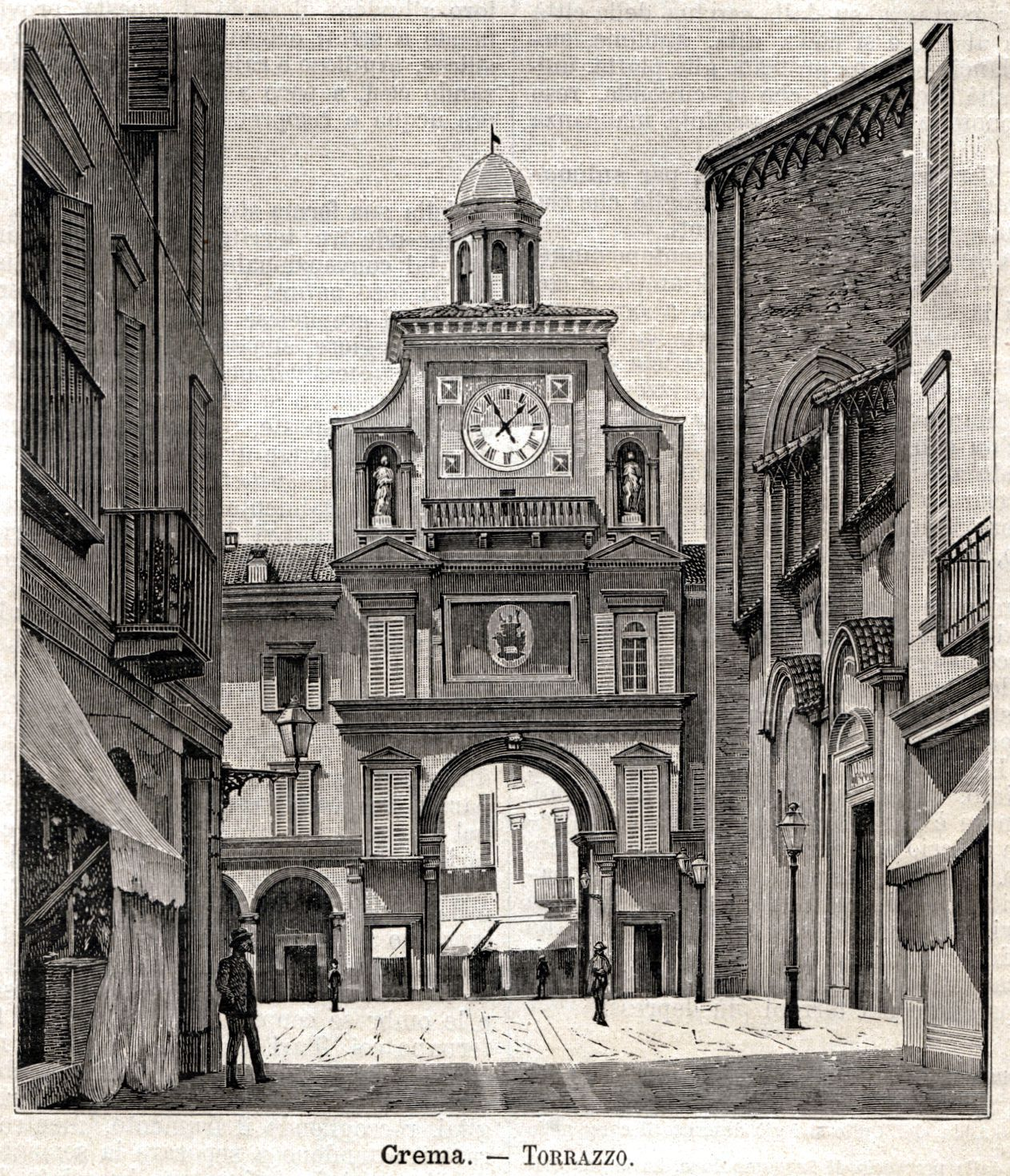
Il Torrazzo nel 1896, tratto da «Le cento città d'Italia», supplemento mensile illustrato del Secolo, Sonzogno Editore, 1896

Stilisticamente la parte inferiore del Torrazzo che contiene il grande arco si rifà all'attiguo palazzo comunale, quest'ultimo costruito a seguito di un atto del 1524 deciso del Gran Consiglio. 
All'anno 1525 va fatto risalire la collocazione del leone di San Marco sulla facciata esterna, al secondo livello; era posto originariamente sul Palazzo della Ragione a Bergamo, ma dopo l'invasione francese del 1509 fu rimosso e trasferito a Milano e, quindi, donato a Crema dal duca Francesco II Sforza
Altro importante riferimento temporale è quello del 1575, quando ci si premurava di tenere regolato l'orologio posto sopra il «voltone» della piazza, una traccia documentaria importante perché ci indica che in quell'anno il Torrazzo era elevato quanto meno fino al terzo livello se non ormai completato.
All'interno dell'acroterio vi veniva collocata nel 1594 una campana; l'attuale, tuttavia, è posteriore e riporta la seguente citazione:
La campana fu sollecitata dagli ambienti diocesani col fine di separare il suono delle adunanze consiliari da quelle relative alle funzioni sacre.
Marc'Antonio Falier, podestà veneto nel 1632, vi fece trasferire dal palazzo Pretorio la «corda del martorio» usata ad arbitrio della massima carica veneta per punire i delinquenti.
Su iniziativa del podestà veneto Federico Cavalli nell'anno 1615 le stanze superiori furono adibite ad archivio notarile arrivando dopo il 1677 ad occupare la stanza dell'orologio.

### XIX-XXI secolo

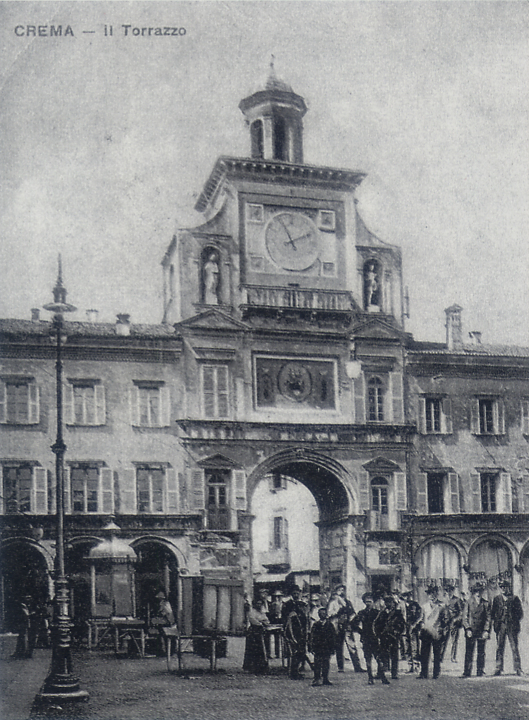
Cartolina del 1912, prima degli interventi di tamponatura delle finestre al primo piano

Dopo il 1802 sono documentati interventi per rimediare ai danni derivati dal terremoto di Soncino, mentre alla fine del XIX secolo fu rinnovata la decorazione dell'orologio e del riquadro con lo stemma.. 
Anche per far fronte ad alcuni problemi di staticità si decideva di programmare una serie di interventi a partire dall'anno 1919, prima sotto la direzione dell'ing. Italo Celli e, dopo il suo improvviso decesso, a cura dell'ing. Giuseppe Stramezzi. Ne fu promotore, quale ispettore della Soprintendenza dei beni della Lombardia l'ing. Abele Belletta. Durante la realizzazione di questo intervento si provvedeva a modificare alcuni dettagli architettonici quali la tamponatura delle finestre del primo piano sostituite da oculi.
Nell'anno 2004 veniva ripristinato il graffito con lo stemma sulla facciata verso la piazza, ormai quasi totalmente cancellato dalle intemperie. Il lavoro, eseguito da Elena Dognini, Mara Pasqui e Annalisa Rebecchi è stato eseguito su progetto di Laura e Marco Ermentini.

## Caratteristiche

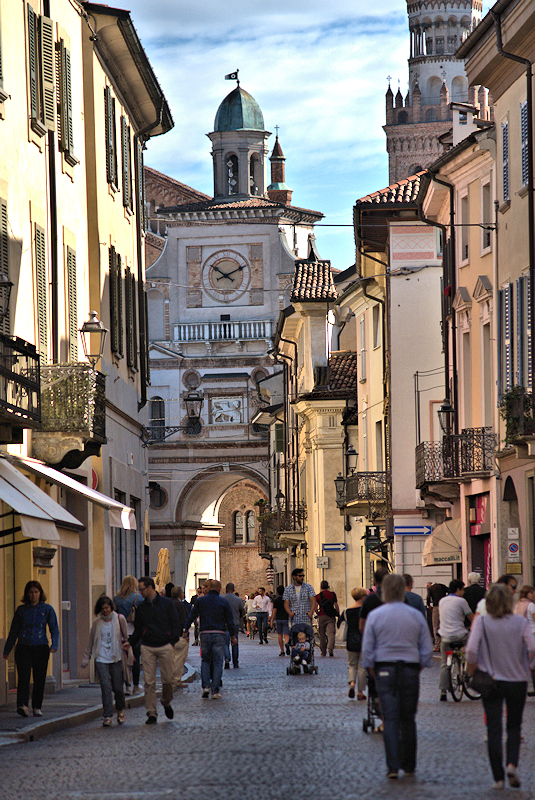
Il Torrazzo visto da via XX Settembre

L'arco del Torrazzo, che divide asimmetricamente il palazzo comunale, mette in comunicazione piazza Duomo con via XX settembre.
L'edificio si eleva su più piani con tratti stilistici databili alla fine del Quattrocento e si estendono ai primi decenni del Cinquecento.
Non è noto alcun documento che riporti l'architetto progettista per cui, sebbene in passato sia stato fatto il nome di Donato Bramante, del quale non v'è comunque alcuna prova che vi abbia messo mano né che sia mai venuto a Crema, le ipotesi più recenti propendono per alcuni architetti che conoscevano bene le idee del maestro marchigiano, come Agostino de' Fondulis (autore dell'ex chiesa di Santo Spirito e Santa Maddalena), Giovanni Battagio (il progettista della basilica di Santa Maria della Croce) oppure Giovan Antonio Montanaro.
Gli ordini sono suddivisi da cornici in cotto e al primo si apre il grande arco a tre fornici. A lato dell'apertura centrale si aprono i passaggi pedonali sopra i quali, verso la piazza, sono collocate due targhe bronzee appese per celebrare la vittoria dell'Italia al termine della prima guerra mondiale: quella di sinistra riporta il proclama dell'entrata nel conflitto, in quello di destra vi è riportato il testo del Bollettino della Vittoria. 
Sopra la cornice marcapiano che divide il primo dal secondo ordine è posto il riquadro con il graffito che riporta lo stemma della città affiancato da due finestre con timpano triangolare. Al terzo ordine, sopra un balcone marmoreo è posto l'orologio con, ai lati, le due statue di San Vittoriano e San Pantaleone. In posizione apicale è posto l'acroterio a sei lati ricoperto da una cupola allungata con segnavento riportante la data e le iniziali 1666+G+B+B.
La facciata verso via XX settembre ne ripete lo schema ma con le seguenti differenze: in luogo dell'affresco è collocato un leone di San Marco affiancato da due elaborate finestre “a goccia”; le corrispettive nicchie che sulla piazza contengono le due citate statue verso sera sono vuote. 

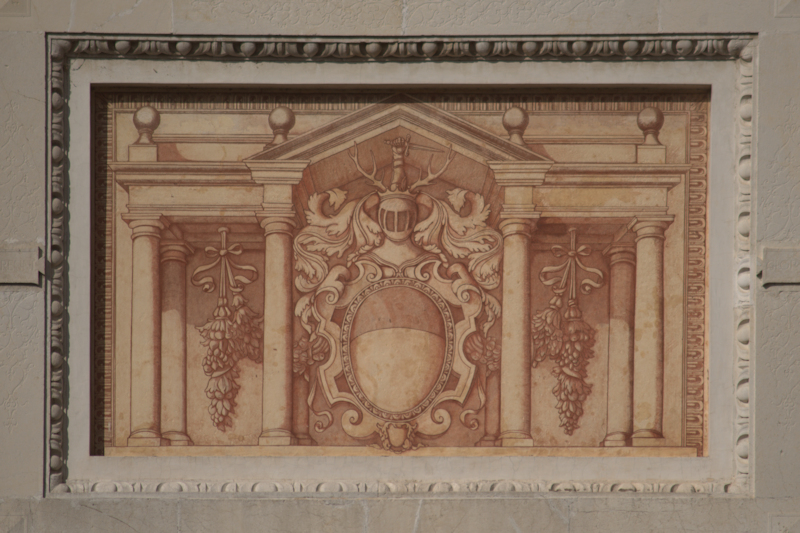
Il graffitto con lo stemma di Crema
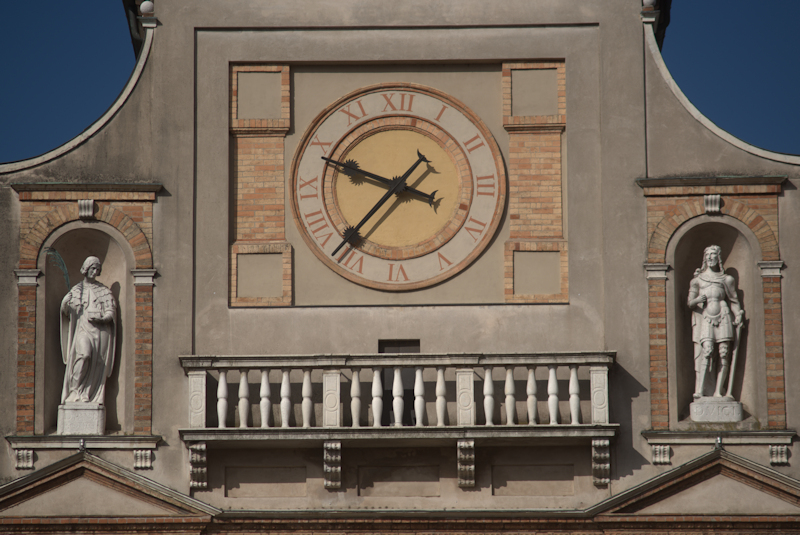
Il balcone marmoreo con l'orologio
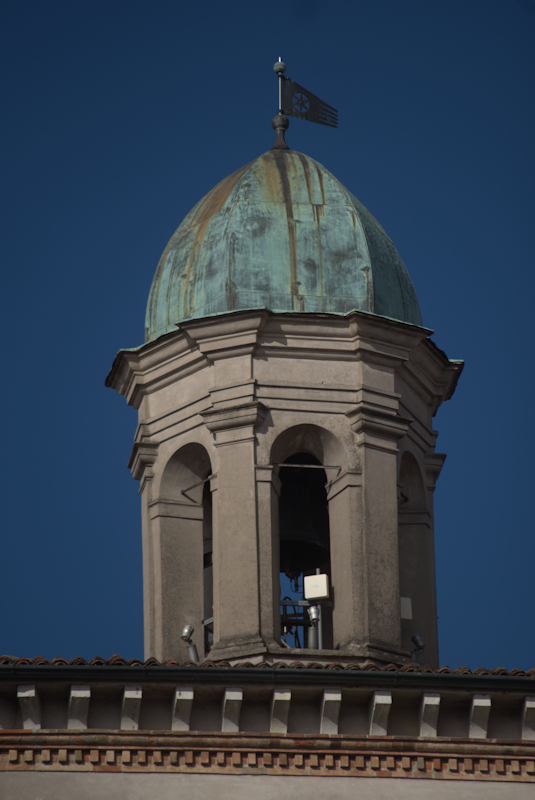
L'acroterio
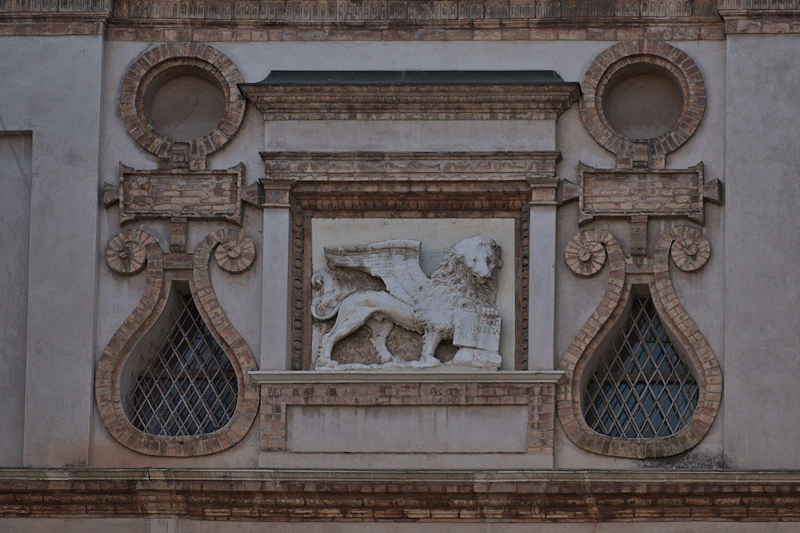
Il leone di San Marco collocato sulla facciata verso via XX Settembre

Il leone tiene con la zampa sinistra un libro sul quale sono riportate le parole:
La bestia non tiene la coda tra le gambe ma è alzata, segno di un città alleata e non sottomessa.

### Le statue
La statua di San Vittoriano è in calcare compatto con gonnellino militare, mantello e spada: si tratta di un santo guerriero e martire e vi è riportata l'iscrizione DIVO VICT; vi si ritrovano i tipici caratteri stilistici della cultura lombarda del XV secolo
Quella di San Pantaleone, patrono della città e della diocesi, risale al 1628 e sostituì una precedente statua caduta rovinosamente a terra; rappresenta il santo medico secondo l'iconografia tradizionale e la corrente scultorea è quella classica riconducibile all'area lombardo-veneta; vi è riportata l'iscrizione D. PANT. PROTECT.

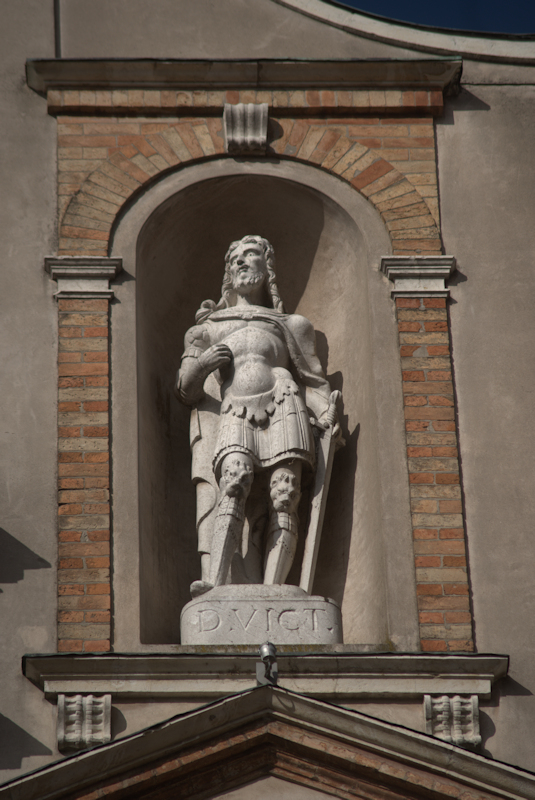
San Vittoriano
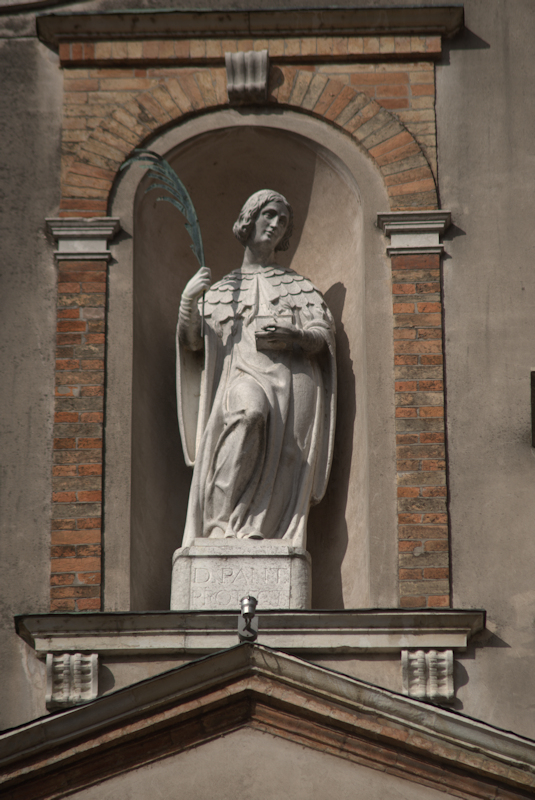
San Pantaleone